# Dusona angustata
Dusona angustata är en stekelart som först beskrevs av Thomson 1887.  Dusona angustata ingår i släktet Dusona och familjen brokparasitsteklar. Arten är reproducerande i Sverige. Inga underarter finns listade i Catalogue of Life.